# Stora Klackpotten
Stora Klackpotten är en sjö i Lindesbergs kommun i Västmanland och ingår i Norrströms huvudavrinningsområde.